# Balinha de Coração
«Balinha de Coração» es un sencillo de la cantante y drag queen brasileña Pabllo Vittar con participacione de la cantante  brasileña Luísa Sonza. Fue lanzado el 15 de febrero de 2023 como el tercero sencillo de su quinto EP de estudio, NOITADA (2023), a través de BTM Produções Artísticas.

## Video Visualizer
Las imágenes utilizadas en el visualizador son de los dos cantantes disfrutando de una “noche de fiesta”, donde ambos se divierten, al lado de amigos, y despliegan toda su sensualidad femenina y euforia para disfrutar de la noche. Además de Pabllo y Luísa, el clip cuenta con apariciones especiales de Urias, Linn da Quebrada, Pedro Sampaio, Davi Sabbag, entre otros.
“La idea del espectador de Balinha de Coração era vivir y vivir un Night Out que Pabllo nos presenta desde el inicio de la era de la 'Noitada'. Una noche de mucha diversión, seducción, ruptura y estar con los seres queridos que hacen que todo suceda. Y fue mientras disfrutaba de esta Noitada que yo, junto con Vinicius Mlk Brutal y Jader Chahine, y un equipo muy talentoso, juntamos nuestros ojos y le dimos vida al look de esta Pabllo Noitada. Quien tenga curiosidad por saber un poco sobre las fiestas y los afters, disfrutará mucho viendo el visualizador e incluso participando de la noche de fiesta”, explica Gabriel Renné, uno de los directores del visualizador.